# Cantone di Tarascona
Il Cantone di Tarascona era una divisione amministrativa dell'arrondissement di Arles.
A seguito della riforma approvata con decreto del 18 febbraio 2014, che ha avuto attuazione dopo le elezioni dipartimentali del 2015, è stato soppresso.

## Composizione
Comprendeva i comuni di:
- Boulbon
- Mas-Blanc-des-Alpilles
- Saint-Étienne-du-Grès
- Saint-Pierre-de-Mézoargues
- Tarascona